# Zosterop de Malaita
El zosterop de Malaita (Zosterops stresemanni) és un ocell de la família dels zosteròpids (Zosteropidae). Habita boscos i matolls de les terres baixes costaneres de l'illa de Malaita, a les Salomó sud-orientals.